# Jan Zawartka
Jan Zawartka (ur. 5 czerwca 1914 w Kaliszu, zm. 26 kwietnia 1976 w Warszawie) – polski lekarz, chirurg, doktor habilitowany nauk medycznych (1967), nauczyciel akademicki, autor licznych prac naukowych.

## Życiorys
W 1938 uzyskał dyplom lekarza na Wydziale Lekarskim Uniwersytetu Poznańskiego. Wysiedlony wraz z całą rodziną w czasie okupacji niemieckiej do Generalnego Gubernatorstwa został zatrudniony w szpitalu powiatowym w Łowiczu. Po odbyciu w latach 1944–1946 służby wojskowej w Ludowym Wojsku Polskim został zdemobilizowany i podjął pracę w I Klinice Chirurgicznej Uniwersytetu Wrocławskiego jako starszy asystent, gdzie pod kierunkiem prof. Kazimierza Czyżewskiego brał udział w badaniach naukowych.
W 1951 r. został przeniesiony do III Kliniki Chirurgicznej Akademii Medycznej we Wrocławiu. W 1955 r. przebywał na rocznym oddelegowaniu w Klinice Chirurgii Dziecięcej w Warszawie, gdzie szkolił się pod kierunkiem profesora Jana Kossakowskiego, po czym objął stanowisko adiunkta w Klinice Chirurgii Dziecięcej AM we Wrocławiu. W 1958 r. uzyskał II stopień specjalizacji w zakresie chirurgii dziecięcej, a w 1961 r. zdobył stopień doktora medycyny na podstawie pracy „Splenektomia u dzieci w oparciu o materiał własny”. W tym samym roku został kierownikiem Kliniki Chirurgii Dziecięcej we Wrocławiu oraz specjalistą wojewódzkim w tym zakresie. W 1964 r. został ordynatorem oddziału chirurgii dziecięcej Miejskiego Specjalistycznego Szpitala we Wrocławiu, pełniąc nadal obowiązki konsultanta ds. chirurgii dziecięcej i organizując pion chirurgii dziecięcej w województwie wrocławskim. Stopień doktora habilitowanego uzyskał w 1967 r. na Wydziale Lekarskim AM w Lublinie na podstawie pracy „Rola szpiku kostnego i śledziony w pancytopenii towarzyszącej zespołowi nadciśnienia w zlewisku żyły wrotnej u dzieci”.
W 1972 r. wyraził zgodę na przeniesienie służbowe z Wrocławia na stanowisko kierownika klinicznego Oddziału Chirurgii Dziecięcej oraz konsultanta wojewódzkiego ds. chirurgii dziecięcej w Kielcach. Wraz z nim do Kielc przeniosła się jego żona Maria Micewicz-Zawartka, obejmując stanowisko ordynatora Oddziału Wewnętrznego Wojewódzkiego Specjalistycznego Szpitala Dziecięcego w Kielcach oraz konsultanta wojewódzkiego ds. pediatrii.
Ogłosił drukiem ponad siedemdziesiąt prac o zróżnicowanej tematyce. Zajmował się głównie tematyką postępowania chirurgicznego w schorzeniach hematologicznych u dzieci oraz nadciśnieniem w zlewisku żyły wrotnej u dzieci. Przedmiotem jego szczególnego zainteresowania były oparzenia u dzieci oraz próby stosowania dzianiny poliestrowej w chirurgii dziecięcej. Brał udział w wielu zjazdach, kongresach, sympozjach i posiedzeniach naukowych w kraju i za granicą, na których wygłosił ponad sześćdziesiąt referatów.
Był członkiem Polskiego i Międzynarodowego Towarzystwa Chirurgów, założycielem Towarzystwa Chirurgów Dziecięcych we Wrocławiu, członkiem Polskiego Towarzystwa Lekarskiego oraz Towarzystwa Hematologów Polskich.
Prowadził zajęcia ze studentami oraz lekarzami. Pod jego kierunkiem specjalizację I stopnia z zakresu chirurgii dziecięcej otrzymało we Wrocławiu ośmiu lekarzy, II stopnia trzech. W Kielcach pod jego kierunkiem uzyskało specjalizację I stopnia z zakresu chirurgii dziecięcej siedmiu lekarzy. Był członkiem pierwszej Rady Programowej Zespołu Nauczania Klinicznego w Kielcach, powołanej 1 grudnia 1972 r. przez rektora Akademii Medycznej w Krakowie.